# Joy Giovanni
Joy Giovanni (Boston, Massachusetts, 20 de enero de 1982) es una actriz estadounidense, modelo, y Diva de la WWE retirada. Es más conocida por su estancia en la World Wrestling Entertainment, en su marca SmackDown!.

## Modelaje y televisión
Giovanni ganó el L.A. Model expo de 2001. Compitió en 2004 y 2005 en Lingerie Bowl. Giovanni ha salido en el videoclip de la canción Beast and the Harlot de Avenged Sevenfold. Aparece durante más o menos dos minutos y medio. Realiza un baile sensual, seguido de una escena lésbica con "The Harlot". También fue miembro del jurado para el programa de la cadena G4 americana, "Video Game Vixens". En 2004 y 2005, respectivamente, apareció en dos películas: "Instinct vs. Reason" y "When All Else Fails".

## World Wrestling Entertainment

#### 2004-2005
Giovanni participó en la WWE Diva Search de 2004 y participó en el Diva Dodgeball en SummerSlam. Después de terminar tercera en la competición el 13 de septiembre en Raw, firmó un contrato con la WWE unos días después de su eliminación. Joy debutó el 18 de noviembre en SmackDown como masajista terapéutica. El 25 de noviembre, ella y Big Show organizaron una fiesta de "Acción de Gracias", solo para ser confrontados por Luther Reigns. Luego fue confrontada por Luther Reigns nuevamente, quien trató de obligar a Joy a ir a una cita con él, causando que Big Show bajara y la salvara. Joy comenzó un feudo con Amy Weber el 16 de diciembre, después de que golpeará a JBL con un bastón de caramelo. 
El 6 de enero de 2005, en la edición de SmackDown se negó a firmar la petición de Carlito, lo que provocó que le escupiera una manzana en la cara. En el mismo episodio, Kurt Angle fue engañado por Amy Weber llevándole al vestuario de Joy, solo para asustarla durante su ducha, lo que la hizo correr con una toalla y tirarse a los brazos de Big Show, este último persiguió a Angle al ring en defensa de Joy y lo atacó. Se reveló que era una estratagema del Gabinete para hacer que Big Show y Angle se enojaran entre sí. Durante un feudo entre Big Show y JBL, Joy se convirtió en la novia de Big Show (kayfabe). El 13 de enero, fue encontrada en la limusina de JBL amordazada y encerrada por Kurt Angle. Esa misma noche en el backstage, se encontró con Amy, y se produjo un catfight, saliendo Amy victoriosa en el combate posterior que organizó Theodore Long. Cuando Big Show atacó a todo el grupo, Kurt Angle se jactó de todo el asunto y también de ser el cerebro detrás de él. El 20 de enero, Kurt Angle se vio obligado a emitir una disculpa abierta a Joy, pero fue una táctica para engañar y atacar a Big Show. 
Después de la partida de Amy Weber de la WWE en febrero de 2005, su enemistad se terminó repentinamente y Joy ganó el concurso de "Diva Novata del Año 2005" el 20 de febrero en No Way Out después de vencer a Michelle McCool, Rochelle Loewen y Lauren Jones. El 21 de febrero en un evento en vivo, compitió en un concurso de bikini que fue ganado por Torrie Wilson. Después de su victoria, se incluyó junto a otras Divas de SmackDown en un feudo contra Dawn Marie y Melina. Tras esto, Joy apareció en SmackDown ocasionalmente en escenas con otras Divas en el backstage, o en algunos concursos de ropa de lencería o bikinis, así como el 7 de abril donde la ganadora fue Torrie Wilson. Finalmente, el 6 de julio de 2005, Joy fue liberada de su contrato en WWE y posteriormente se retiró.

#### 2009
El 5 de abril de 2009 en WrestleMania XXV, Joy hizo una aparición en una Battle Royal de 25 Divas para determinar a Miss WrestleMania, pero fue eliminada al principio del combate por Eve Torres y The Bella Twins.

## Otros medios
Giovanni durante su paso por WWE, solo ha aparecido en un Videojuego que es WWE SmackDown! vs Raw 2006 como personaje jugable.

## Información Personal
Joy se graduó un año antes de entrar en la WWE. Empezó a actuar y al modelaje dos años después de la Diva Search. En una entrevista dijo que seguía teniendo contacto con algunos antiguos compañeros luchadores como Rey Mysterio y Michelle McCool

## Filmografía
- Amy vs Joy (10 de abril de 2009) como ella misma, coprotagonizada por Amy Weber.
- Pretty Cool Too (2007) como June.
- When All Else Fails (2005) como azafata.
- Instinct vs Reason (2004) como bailarina.